# 陳美 (萬曆進士)
陳美（？—？），號冲宇，浙江紹興府山陰縣人，明朝政治人物。

## 生平
萬曆十三年（1585年）乙酉科浙江鄉試舉人。萬曆二十年（1592年），登壬辰科第三甲第一百七名進士，禮部觀政，十月授湘陰知縣，二十六年升南京工部主事，二十七年丁憂，三十年補原职，三十三年管节慎库，三十五年升员外郎，三十六年升郎中，本年仕至四川右參議，三十七年乞终养归。

## 家族
曾祖陳鑑；祖父陳淵；父陳檠，七品散官。